# 基礎與應用社會心理學
《基礎與應用社會心理學》（Basic and Applied Social Psychology，BASP）是雙月刊的心理學科學期刊，由泰勒-弗朗西斯集團出版。該雜誌強調發表經觀察研究實證的文章，但也發表社會心理學問題的文獻評論、批評和方法論或理論。
2015年《基礎與應用社會心理學》正式禁止使用包含P值（包含相關的推論統計，如信賴區間）作為證據的論文投稿

## 外部連結
- Official webpage （页面存档备份，存于）